# Gran Premio del Giappone 2025
Il Gran Premio del Giappone 2025 è stata la terza prova della stagione 2025 del campionato mondiale di Formula 1. La gara si è corsa domenica 6 aprile sul circuito di Suzuka ed è stata vinta dall'olandese Max Verstappen su Red Bull Racing-Honda RBPT, al sessantaquattresimo successo in carriera; Verstappen ha preceduto all'arrivo in due piloti della McLaren-Mercedes, il britannico Lando Norris, secondo, e l'australiano Oscar Piastri, terzo.
All'intero weekend di gara hanno assistito 266 000 spettatori, il dato più alto per numero di presenze sul circuito di Suzuka dall'edizione del 2006, caratterizzata da una presenza record di 361 000 spettatori.

## Vigilia

### Aspetti tecnici
Per questo Gran Premio la Pirelli, fornitore unico degli pneumatici, offre, alla luce delle caratteristiche tecniche del circuito, la scelta tra gomme di mescola C1, C2 e C3, le mescole più dure della gamma del genere di coperture messe a disposizione dall'azienda italiana. Fin dall'edizione 2019 del Gran Premio, l'azienda ha sempre stabilito la stessa tipologia di pneumatici per quest'appuntamento.
La mescola C1, al debutto in questo campionato, è più simile alla sua versione 2024, mentre la C2 e la C3 sono quelle che, invece, sono state più modificate in termini di prestazione, rendendole più morbide. La Pirelli adegua leggermente le prescrizioni relative alle pressioni minime di partenza in maniera bilanciata fra i due assi: all’anteriore viene abbassata di mezzo psi (da 25 a 24,5) e aumentata della stessa quantità sul posteriore (da 23 a 23,5).
La Federazione stabilisce la tradizionale zona posta lungo il rettilineo principale dei box in cui i piloti possono attivare il Drag Reduction System. Il detection point, ovvero il punto per la determinazione del distacco tra i piloti, necessario per consentire l'uso del dispositivo, è posizionato dopo la curva 15. Il circuito di Suzuka è uno dei pochi tracciati comprendente di una sola zona per l'utilizzo del dispositivo mobile.
Rispetto all'edizione del 2024, il circuito è oggetto di alcune modifiche. La pista è stata riasfaltata tra la curva 1 fino all'entrata di quella 8. Altri piccoli ritocchi sono stati apportati ad alcuni cordoli e aree erbose. I cambiamenti più significativi hanno interessato la curva 9, dove il cordolo singolo è stato sostituito con uno doppio. Alle curve 2, 8 e sempre alla 9 è stata aggiunta ghiaia dietro il doppio cordolo. Le postazioni dei commissari di percorso sono state protette con delle recinzioni. Tutti i pannelli laterali luminosi sono ora posizionati ad un'altezza minima di due metri e mezzo. Attorno alla pista sono stati installati indicazioni di apertura che i piloti devono seguire in caso di uscita di pista, mentre quelle degli estintori sono ora sostenuti da pali di plastica anziché di legno. La linea bianca è stata allargata e ne è stata aggiunta una blu dietro di essa alle curve 1, 2, 8, 9, 14 e 15. Prima dell'inizio della terza sessione di prove libere del sabato, la linea blu è stata aggiunta dietro a quella bianca alla curva 13, e l'asfalto viene levigato sul lato destro all'uscita di quella 14.
La Federazione rende noto che al termine della gara del precedente Gran Premio di Cina, tra le prime dieci vetture classificate sono state sorteggiate le Ferrari del monegasco Charles Leclerc e del britannico Lewis Hamilton per le verifiche tecniche. Le ispezioni hanno riguardato l'attrezzatura per i pit stop e i relativi sistemi di controllo. Tutti gli elementi ispezionati sono risultati essere conformi al regolamento tecnico.
Nella nottata del giovedì la Mercedes rompe il coprifuoco per consentire ai meccanici le operazioni da completare sulle vetture. La scuderia tedesca non riceve sanzioni in quanto è la prima di tre operazioni concesse per la durata del campionato secondo il regolamento sportivo.

### Aspetti sportivi
Il Gran Premio rappresenta il terzo appuntamento della stagione a distanza di due settimane dalla seconda prova col Gran Premio di Cina. Il mondiale disputa la seconda prova consecutiva in Asia. Il Gran Premio del Giappone è la prima di tre prove programmate in aprile, e si disputa in questo mese come l'edizione precedente. La corsa apre il primo trittico di gare del campionato, seguita dai successivi Gran Premi del Bahrein e d'Arabia Saudita. È la seconda prova consecutiva del mondiale su pista permanente. Il contratto per l'inserimento della gara nel calendario mondiale, sempre sul circuito di Suzuka, è stato rinnovato nel mese di febbraio fino alla stagione 2029. Sponsor del Gran Premio è la multinazionale cinese Lenovo, come avvenuto nel 2023.
Il Gran Premio del Giappone vede la disputa della cinquantesima edizione, la trentanovesima valida per il campionato mondiale di Formula 1 e la trentacinquesima sul circuito di Suzuka. Fino ad oggi quaranta Gran Premi validi per il campionato mondiale si sono corsi in Giappone, su tre circuiti diversi, e il primo nel 1976. Due di questi furono denominati Gran Premio del Pacifico e si disputarono nel 1994 e nel 1995 sul circuito di Aida. L'appuntamento si è corso per quattro volte (1976, 1977, 2007 e 2008) sul circuito del Fuji, e le rimanenti gare a Suzuka, la prima nel 1987.
Dopo la seconda gara del campionato, il britannico Lando Norris della McLaren conduce la classifica piloti con 44 punti, 8 davanti all'olandese Max Verstappen della Red Bull Racing, secondo, e 9 di margine dal connazionale George Russell della Mercedes, terzo. In classifica costruttori, la McLaren comanda la graduatoria con 78 punti, seguita dalla Mercedes con 57 e della Red Bull Racing con 18. Il britannico Oliver Bearman della Haas, l'italiano Andrea Kimi Antonelli della Mercedes, il brasiliano Gabriel Bortoleto della Sauber e il francese Isack Hadjar della Racing Bulls corrono per la prima volta sul circuito di Suzuka. Il monegasco Charles Leclerc prende parte alla centocinquantesima partenza in un Gran Premio di Formula 1.
Alcuni giorni dopo la disputa del precedente Gran Premio di Cina, il neozelandese Liam Lawson della Red Bull Racing viene retrocesso alla Racing Bulls, con il giapponese Yūki Tsunoda che prende il posto di Lawson da questo appuntamento, al debutto con la scuderia di Milton Keynes. Tsunoda prende parte alla novantesima partenza in un Gran Premio di Formula 1. La scuderia austriaca corre con una livrea celebrativa ispirata alla RA272, la monoposto con cui Honda conquistò la sua prima vittoria nella categoria. Per rendere omaggio a questa collaborazione che termina a fine stagione, la speciale livrea sfoggia una colorazione bianca e rossa. Anche la scuderia statunitense Haas corre con una speciale livrea che omaggia il periodo della fioritura dei primi Sakura, i fiori di ciliegio simbolo di prosperità della cultura giapponese.
Il giapponese Ryō Hirakawa prende parte alla prima sessione di prove libere del venerdì per l'Alpine al posto dell'australiano Jack Doohan, con il numero 62, secondo l'obbligo per ogni scuderia di schierare, durante alcune sessioni di prove libere nel corso della stagione, un giovane pilota che ha corso nella sua carriera un massimo di due gare in Formula 1. Per questo campionato la normativa viene aumentata da una volta per ciascuna vettura a due volte.
L'ex pilota di Formula 1 Pedro Lamy è nominato commissario aggiunto. Il portoghese ricopre questo ruolo per la seconda volta consecutiva dopo il precedente Gran Premio di Cina. È la casa automobilistica tedesca Mercedes a fornire la safety car e la medical car, come nella precedente gara a Shanghai.

## Prove

### Resoconto
Prima dell'inizio della prima sessione di prove libere del venerdì, sulla vettura di Max Verstappen, Yūki Tsunoda e Isack Hadjar è stata installata la seconda unità relativa all'impianto di scarico. Tutti e tre i piloti non sono penalizzati sulla griglia di partenza in quanto i nuovi componenti installati rientrano tra quelli utilizzabili nel numero massimo stabilito dal regolamento tecnico.
La Mercedes è stata multata di 100 euro da parte della Federazione in quanto Andrea Kimi Antonelli ha superato la velocità massima stabilita dentro la corsia dei box.
Al termine della seconda sessione di prove libere del venerdì, l'Aston Martin e la Ferrari vengono convocate dai commissari sportivi per non aver rispettato le istruzioni stabilite dalla direzione gara in merito al superamento di altre vetture nella corsia dei box dopo essere uscite dai rispettivi garage. Per l'Aston Martin è risultato sotto osservazione il comportamento del canadese Lance Stroll, mentre per la Ferrari del britannico Lewis Hamilton. Entrambi i piloti e i rispettivi costruttori ricevono un avvertimento.
Nella nottata del venerdì l'Alpine rompe il coprifuoco per consentire ai meccanici le operazioni da completare sulla vettura incidentata dell'australiano Jack Doohan dopo l'incidente nella seconda sessione. La scuderia francese non riceve sanzioni in quanto è la prima di due operazioni concesse per la durata del campionato secondo il regolamento sportivo.
Prima dell'inizio della terza sessione di prove libere del sabato, sulla vettura di George Russell viene installata la seconda unità relativa al motore a combustione interna e all'unità di controllo elettronico, e sulla vettura di Doohan la terza unità relativa all'impianto di scarico. Entrambi i piloti non sono penalizzati sulla griglia di partenza in quanto i nuovi componenti installati rientrano tra quelli utilizzabili nel numero massimo stabilito dal regolamento tecnico.
Al termine della seconda sessione Oscar Piastri e Max Verstappen vengono convocati dai commissari sportivi per non aver rispettato le istruzioni stabilite dalla direzione gara in merito al superamento di altre vetture nella corsia dei box dopo essere uscite dai rispettivi garage. Entrambi i piloti e i rispettivi costruttori ricevono un avvertimento.
La Williams è stata multata di 1 000 euro da parte della Federazione in quanto Carlos Sainz Jr. ha superato la velocità massima stabilita dentro la corsia dei box.

### Risultati
Nella prima sessione del venerdì si è avuta questa situazione:
| Pos | Nº | Pilota          | Costruttore      | Tempo    | Gap    | Giri |
| --- | -- | --------------- | ---------------- | -------- | ------ | ---- |
| 1   | 4  | Lando Norris    | McLaren-Mercedes | 1'28"549 |        | 24   |
| 2   | 63 | George Russell  | Mercedes         | 1'28"712 | +0"163 | 29   |
| 3   | 16 | Charles Leclerc | Ferrari          | 1'28"965 | +0"416 | 27   |

Nella seconda sessione del venerdì si è avuta questa situazione:
| Pos | Nº | Pilota        | Costruttore             | Tempo    | Gap    | Giri |
| --- | -- | ------------- | ----------------------- | -------- | ------ | ---- |
| 1   | 81 | Oscar Piastri | McLaren-Mercedes        | 1'28"114 |        | 13   |
| 2   | 4  | Lando Norris  | McLaren-Mercedes        | 1'28"163 | +0"049 | 12   |
| 3   | 6  | Isack Hadjar  | Racing Bulls-Honda RBPT | 1'28"518 | +0"404 | 12   |

Nella sessione del sabato si è avuta questa situazione:
| Pos | Nº | Pilota         | Costruttore      | Tempo    | Gap    | Giri |
| --- | -- | -------------- | ---------------- | -------- | ------ | ---- |
| 1   | 4  | Lando Norris   | McLaren-Mercedes | 1'27"965 |        | 17   |
| 2   | 81 | Oscar Piastri  | McLaren-Mercedes | 1'27"991 | +0"026 | 17   |
| 3   | 63 | George Russell | Mercedes         | 1'28"077 | +0"112 | 15   |

## Qualifiche

### Resoconto

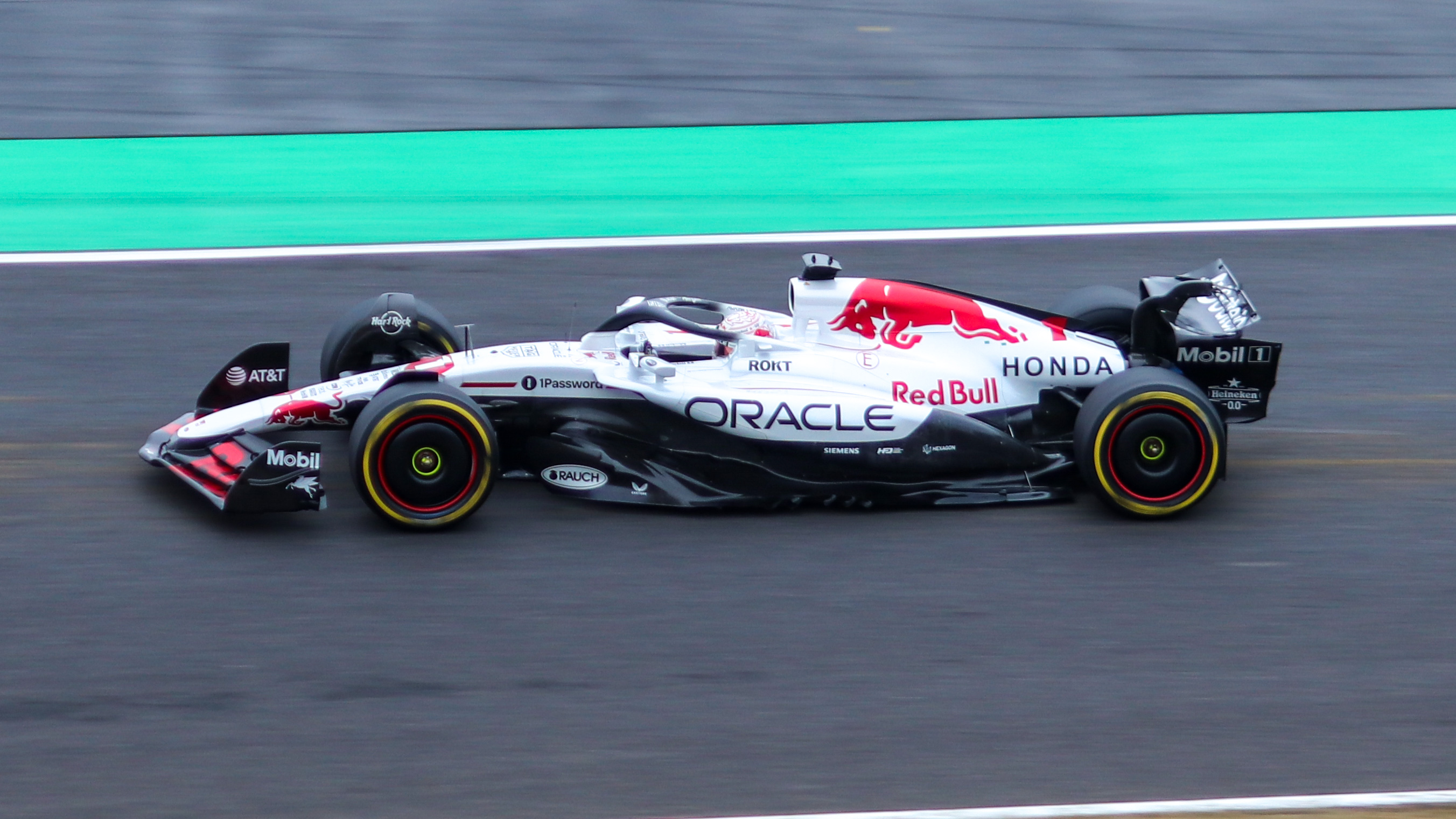
La Red Bull Racing disputa il Gran Premio con una livrea bianca per celebrare il termine della collaborazione con Honda.

Max Verstappen conquista la quarantunesima pole position in carriera. Per il campione del mondo è la quarta partenza al palo nel Gran Premio del Giappone, nonché consecutiva. Per la Red Bull Racing è la centoquattresima partenza in prima posizione della storia, la nona complessiva in questo appuntamento, di cui le ultime quattro consecutive. Per Norris, secondo, è la diciassettesima prima fila in carriera e la prima sul circuito giapponese. Il compagno di scuderia Piastri, terzo, si qualifica oltre la prima fila per la prima volta in stagione.
Leclerc, quarto, ottiene il miglior risultato stagionale in qualifica, mentre per Russell, quinto, è il miglior risultato nelle prove ufficiali in questa gara, ma è schierato dalla posizione più in basso in stagione. Per il compagno di scuderia Antonelli è la migliore partenza dell'anno. Entrambe le vetture della Mercedes partono nei primi sei in questo appuntamento per la prima volta dal 2019. Hadjar parte settimo per la seconda gara di fila; è anche la miglior posizione di partenza in questa gara per la Racing Bulls dal 2018. L'ottava posizione di partenza è quella più bassa per Hamilton dal 2012. La Williams parte nei primi dieci in Giappone per la prima volta dal 2017 grazie al nono posto di Albon. La Haas presenta una vettura in Q3 grazie al decimo posto di Bearman dopo il 2019. Gasly manca l'accesso alla Q3 per 0"039, mentre per Alonso, qualificato tredicesimo, è la peggiore qualifica dal 2018. Lawson, alla prima gara in Racing Bulls, ottiene la posizione più in alto di qualificazione dell'anno, e l'accesso alla Q2. Tsunoda è qualificato dietro ai due piloti della scuderia italiana, e non raggiunge la Q3 per la prima volta in stagione; è comunque la prima apparizione della seconda vettura della Red Bull Racing in Q2 nel 2025. Hülkenberg è eliminato nel corso della prima fase per la seconda volta in tre gare. Ocon è qualificato dietro al compagno Bearman per la prima volta in stagione; l'ultima volta che il francese non si è qualificato al Q2 è stato nel 2016. Doohan è eliminato in Q1 per la seconda gara consecutiva in quel che è la peggior partenza per l'Alpine in questa gara dal 2014. Stroll manca l'accesso alla Q2 per la quarta edizione consecutiva.
Verstappen eguaglia Hamilton per numero di pole position nel Gran Premio del Giappone, al terzo posto di sempre. Egli è il quarto pilota diverso a partire davanti a tutti in stagione in qualsiasi sessione di gara dopo Norris, il britannico e Piastri. L'olandese segna quattro pole position consecutive sul circuito di Suzuka come Sebastian Vettel dal 2009 al 2012, a una lunghezza dal record di Michael Schumacher nel periodo 1998-2002. Verstappen interrompe una sequenza di tre pole position consecutive della McLaren. La Red Bull Racing segna nove pole position nel Gran Premio del Giappone, a una lunghezza dal record detenuto dalla Ferrari. La McLaren è stata sempre in testa in tutte le sessioni del weekend di gara tranne in quella che assegna la pole position (Q3). La Honda conquista la prima posizione sul circuito di casa nella sua ultima stagione di collaborazione con la Red Bull Racing. Verstappen e Norris condividono la prima fila per la decima volta. Tre poleman diversi caratterizzano le prime tre gare per la prima volta dalla stagione 2021. Il tempo della pole position di 1'26"983 dell'olandese, alla media di 240,337 km/h, rappresenta il rilievo cronometrico più rapido mai realizzato sul circuito di Suzuka. Il precedente primato apparteneva a Vettel che registrò un tempo di 1'27"064 durante l'edizione del 2019, alla media di 240,113 km/h, sempre valevole per la partenza al palo.
Sono stati cancellati due tempi dai commissari sportivi ai piloti per non aver rispettato i limiti della pista, durante le qualifiche. Si sono visti cancellare il tempo Lance Stroll (curva 6) e Lewis Hamilton (curva 1).
Sei piloti non ricevono sanzioni da parte dei commissari sportivi, per non aver rispettato le istruzioni stabilite dalla direzione gara. Essi hanno superato il tempo limite di un minuto e cinquantuno secondi valevole tra la seconda linea della safety car e la prima di essa. Yūki Tsunoda nel corso del secondo e quinto giro in Q1, e nel corso dell'undicesimo in Q2, George Russell nel corso del quinto in Q1, Alexander Albon nel corso del settimo in Q1, Stroll nel corso del sesto in Q1, Oscar Piastri nel corso del settimo in Q1 e Gabriel Bortoleto nel corso del decimo in Q1.
Al termine delle qualifiche, Carlos Sainz Jr. e Lewis Hamilton vengono convocati dai commissari sportivi in quanto lo spagnolo ha ostacolato il britannico alla curva 1, nel corso della Q1. Sainz viene penalizzato di tre posizioni sulla griglia di partenza.

### Risultati
Nella sessione di qualifica si è avuta questa situazione:
| Pos                         | Nº | Pilota                | Costruttore                  | Q1       | Q2       | Q3       | Griglia |
| --------------------------- | -- | --------------------- | ---------------------------- | -------- | -------- | -------- | ------- |
| 1                           | 1  | Max Verstappen        | Red Bull Racing-Honda RBPT   | 1'27"943 | 1'27"502 | 1'26"983 | 1       |
| 2                           | 4  | Lando Norris          | McLaren-Mercedes             | 1'27"845 | 1'27"146 | 1'26"995 | 2       |
| 3                           | 81 | Oscar Piastri         | McLaren-Mercedes             | 1'27"687 | 1'27"507 | 1'27"027 | 3       |
| 4                           | 16 | Charles Leclerc       | Ferrari                      | 1'27"920 | 1'27"555 | 1'27"299 | 4       |
| 5                           | 63 | George Russell        | Mercedes                     | 1'27"843 | 1'27"400 | 1'27"318 | 5       |
| 6                           | 12 | Andrea Kimi Antonelli | Mercedes                     | 1'27"968 | 1'27"639 | 1'27"555 | 6       |
| 7                           | 6  | Isack Hadjar          | Racing Bulls-Honda RBPT      | 1'28"278 | 1'27"775 | 1'27"569 | 7       |
| 8                           | 44 | Lewis Hamilton        | Ferrari                      | 1'27"942 | 1'27"610 | 1'27"610 | 8       |
| 9                           | 23 | Alexander Albon       | Williams-Mercedes            | 1'28"218 | 1'27"783 | 1'27"615 | 9       |
| 10                          | 87 | Oliver Bearman        | Haas-Ferrari                 | 1'28"228 | 1'27"711 | 1'27"867 | 10      |
| 11                          | 10 | Pierre Gasly          | Alpine-Renault               | 1'28"186 | 1'27"822 | N.D.     | 11      |
| 12                          | 55 | Carlos Sainz Jr.      | Williams-Mercedes            | 1'28"209 | 1'27"836 | N.D.     | 15      |
| 13                          | 14 | Fernando Alonso       | Aston Martin Aramco-Mercedes | 1'28"337 | 1'27"897 | N.D.     | 12      |
| 14                          | 30 | Liam Lawson           | Racing Bulls-Honda RBPT      | 1'28"554 | 1'27"906 | N.D.     | 13      |
| 15                          | 22 | Yūki Tsunoda          | Red Bull Racing-Honda RBPT   | 1'27"967 | 1'28"000 | N.D.     | 14      |
| 16                          | 27 | Nico Hülkenberg       | Kick Sauber-Ferrari          | 1'28"570 | N.D.     | N.D.     | 16      |
| 17                          | 5  | Gabriel Bortoleto     | Kick Sauber-Ferrari          | 1'28"622 | N.D.     | N.D.     | 17      |
| 18                          | 31 | Esteban Ocon          | Haas-Ferrari                 | 1'28"696 | N.D.     | N.D.     | 18      |
| 19                          | 7  | Jack Doohan           | Alpine-Renault               | 1'28"877 | N.D.     | N.D.     | 19      |
| 20                          | 18 | Lance Stroll          | Aston Martin Aramco-Mercedes | 1'29"271 | N.D.     | N.D.     | 20      |
| Tempo limite 107%: 1'33"825 |    |                       |                              |          |          |          |         |

In grassetto sono indicate le migliori prestazioni in Q1, Q2 e Q3.

## Gara

### Resoconto

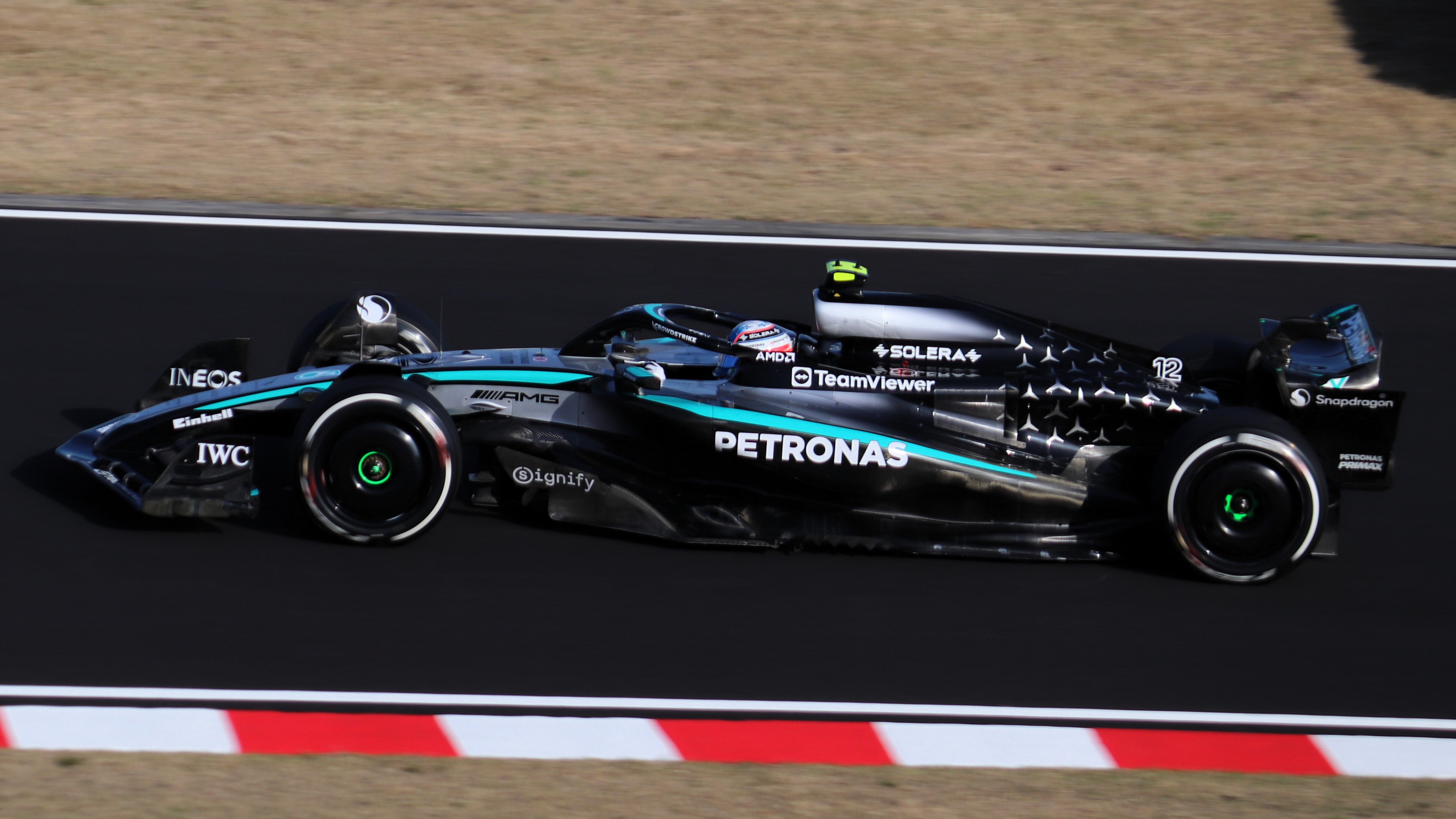
Andrea Kimi Antonelli diventa il pilota più giovane a condurre un Gran Premio in testa e a siglare un giro più veloce, sottraendo entrambi i primati a Max Verstappen.

La pista presenta alcune chiazze di bagnato a causa delle precipitazioni che hanno colpito il circuito nelle ore precedenti. Nonostante ciò, tutti i piloti partono con pneumatici da asciutto e nello specifico Lewis Hamilton, Gabriel Bortoleto e Esteban Ocon montano gomme dure, Jack Doohan e Lance Stroll gomme morbide, mentre il resto della griglia utilizza le medie.
Al via i primi dieci piloti mantengono le loro posizioni, con Max Verstappen leader della corsa davanti alle due McLaren di Lando Norris e Oscar Piastri, con Charles Leclerc quarto, davanti alle Mercedes di George Russell e Andrea Kimi Antonelli in quinta e sesta posizione, seguiti da Isack Hadjar, Lewis Hamilton, Alexander Albon e Oliver Bearman.
I primi sei classificati distanziano subito gli inseguitori, con ogni pilota che paga un distacco di circa un secondo dalla vettura davanti. A circa due secondi dal primo gruppo ci sono Hadjar e Hamilton; all'inizio del sesto giro, il britannico della Ferrari riesce a superare il francese della Racing Bulls alla curva 1 e si prende la settima posizione.
Nei giri seguenti Verstappen prova a distaccare Norris, ma il suo vantaggio si assesta intorno ai due secondi. Anche Leclerc paga più di due secondi da Piastri, mentre Russell nei primi tredici giri si mantiene costantemente in zona DRS con il monegasco, non riuscendo però a sorpassarlo. 
Il primo dei piloti in zona punti che effettua il pit stop è Russell al diciannovesimo giro, seguito da Piastri nella tornata successiva. Verstappen, Norris e Leclerc cambiano le gomme contemporaneamente al ventunesimo giro; nella corsia di uscita dalla pit lane il britannico della McLaren cerca di superare l'olandese della Red Bull Racing, ma nel tentare la manovra finisce nell'erba e perde circa due secondi. Leclerc riesce a uscire dai box davanti a Russell e mantenere la quarta posizione.
Con i pit stop dei primi cinque classificati, si ritrova temporaneamente leader della gara Antonelli, che decide di allungare il suo stint con le gomme medie, seguito da Hamilton partito con le dure. Il britannico effettua la sua sosta al trentesimo giro, imitato dall'italiano nella tornata successiva. Il pilota della Ferrari, inizialmente, si avvicina a quello della Mercedes, arrivando a meno di un secondo di distacco. Nei giri successivi, tuttavia, Antonelli riesce nuovamente a distanziare Hamilton ed inizia a recuperare terreno sul suo compagno di squadra Russell.
Negli ultimi quindici giri Piastri si mette ad un distacco di circa un secondo da Norris, entrando spesso in zona DRS con il compagno di squadra, mentre il britannico non riesce a fare altrettanto con Verstappen, rimanendo sempre sopra al secondo di ritardo dall'olandese. Le posizioni rimangono dunque invariate fino al traguardo.
Max Verstappen vince il sessantaquattresimo Gran Premio in carriera. Per il campione del mondo è il quarto successo nel Gran Premio del Giappone, nonché consecutivo. Per la Red Bull Racing è la centoventitreesima vittoria della propria storia, l'ottava complessiva sul circuito di Suzuka, di cui le ultime quattro consecutive. Per Norris, secondo, è il ventinovesimo podio della carriera, il terzo della stagione e il quarto consecutivo. Il britannico non ha concluso oltre la seconda posizione in stagione. Per il compagno Piastri è il dodicesimo podio complessivo in carriera e il secondo consecutivo del campionato. L'australiano ottiene punti per il ventinovesimo Gran Premio, per la striscia attiva più lunga nella categoria, e guadagna la terza posizione in classifica piloti ai danni di Russell. Curiosamente Verstappen, Norris e Piastri ripropongono lo stesso identico podio dell'edizione 2023.
Leclerc termina quarto per la terza edizione consecutiva, nella centocinquantesima partenza in un Gran Premio; la posizione d'arrivo del monegasco è il miglior risultato stagionale della Ferrari, ora quarta in classifica costruttori dopo aver superato la Williams. Per Russell, quinto, è il miglior piazzamento di sempre sul circuito di Suzuka. La settima posizione di Hamilton è il miglior risultato alla guida della Ferrari. Il britannico è l'unico pilota partito nei primi dieci a guadagnare una posizione. Ottavo, Hadjar ottiene i primi punti in carriera. Albon, nono, pone fine a una serie di tre ritiri consecutivi in questo appuntamento. Il thailandese ottiene punti in Giappone per la prima volta dal 2019. Con la decima posizione di Bearman, la Haas ottiene punti in questa gara per la prima volta dal 2018. Il britannico ottiene punti per la seconda gara di fila. Alonso termina per la prima volta in stagione una gara. Tsunoda eguaglia la dodicesima posizione di Lawson ottenuta sulla stessa vettura nell'ultimo Gran Premio di Cina.
Verstappen è il terzo vincitore diverso del campionato in altrettanti Gran Premi disputati. Il campione del mondo è il primo pilota a segnare quattro vittorie consecutive nel Gran Premio del Giappone. L'olandese eguaglia Sebastian Vettel per numero di vittorie in questo appuntamento, e il tedesco insieme a Hamilton per numero di successi sulla pista giapponese. Verstappen aveva condotto un Gran Premio solo per due giri in questa stagione prima di questa gara. Con otto trionfi a Suzuka, la Red Bull Racing è al secondo posto tra i team più vincenti in Giappone, diventa la scuderia più vittoriosa su questo tracciato, ed è il secondo team trionfante in stagione dopo la McLaren. La Honda conquista la vittoria sul circuito di casa nella sua ultima stagione di collaborazione con la scuderia di Milton Keynes. Antonelli è il centoquarantesimo pilota autore del giro più veloce nella storia del mondiale, il primo italiano da Jarno Trulli nel Gran Premio del Bahrein 2009, e il primo di questa nazionalità a condurre una gara da Antonio Giovinazzi nel Gran Premio di Singapore 2019. Il pilota della Mercedes segna il record del più giovane pilota di sempre a condurre una gara, e a siglare il giro più veloce, all'età di 18 anni, 7 mesi e 12 giorni. Per la scuderia tedesca è centodecimo giro più veloce della storia.
Il premio del pilota del giorno è assegnato a Tsunoda per la seconda volta dall'introduzione del riconoscimento nella stagione 2016. È stato il secondo più veloce Gran Premio del Giappone sul circuito di Suzuka, corso alla media di 224,660 km/h. La corsa, condotta da due soli piloti, viene vinta per la diciannovesima volta dalla prima posizione (52,29%) su questa pista, e non figura le bandiere gialle, né l'utilizzo della virtual safety car o della vettura di sicurezza come nella precedente gara a Shanghai. Verstappen, Norris e Piastri condividono il podio per la quarta volta. Per la decima volta Norris termina secondo dietro a Verstappen; l'ordine inverso è successo solo quattro volte. Per la quarta volta Piastri conclude terzo su un totale di dodici podi in carriera. Otto piloti dei primi dieci classificati terminano nelle stesse posizioni di partenza. I primi quattro concludono nello stesso ordine come nell'edizione del 2023, e per la prima volta nella storia della Formula 1, i primi sei piloti terminano nelle stesse posizioni di partenza su un circuito permanente escludendo il Gran Premio del Belgio 2021, valido per un giro. Per la quinta volta dall'inizio della scorsa stagione tutte e venti le vetture arrivano alla bandiera a scacchi. Per la ventunesima volta nella storia della massima categoria e come già accaduto nell'edizioni del 2015 e 2016, tutti i piloti sono classificati. Il giro più veloce di Antonelli (1'30"965), alla media di 229,816 km/h, rappresenta il rilievo cronometrico più rapido mai realizzato sul circuito di Suzuka in condizioni di gara. Il precedente primato apparteneva a Hamilton che registrò un tempo di 1'30"983 durante l'edizione del 2019, alla media di 229,770 km/h. Per la prima volta nell'era turbo-ibrida iniziata nel 2014 tre piloti differenti vincono le prime tre gare del campionato. Norris conduce la classifica piloti con un punto di vantaggio su Verstappen.
Sono stati cancellati otto tempi dai commissari sportivi ai piloti per non aver rispettato i limiti della pista, durante la gara. Si sono visti cancellare il tempo due volte Andrea Kimi Antonelli e Carlos Sainz Jr., una volta Yūki Tsunoda, George Russell, Lando Norris e Pierre Gasly (curva 17).

### Risultati
I risultati del Gran Premio sono i seguenti:
| Pos | Nº | Pilota                | Costruttore                  | Giri | Tempo/Ritiro | Griglia | Punti |
| --- | -- | --------------------- | ---------------------------- | ---- | ------------ | ------- | ----- |
| 1   | 1  | Max Verstappen        | Red Bull Racing-Honda RBPT   | 53   | 1h22'06"983  | 1       | 25    |
| 2   | 4  | Lando Norris          | McLaren-Mercedes             | 53   | +1"423       | 2       | 18    |
| 3   | 81 | Oscar Piastri         | McLaren-Mercedes             | 53   | +2"129       | 3       | 15    |
| 4   | 16 | Charles Leclerc       | Ferrari                      | 53   | +16"097      | 4       | 12    |
| 5   | 63 | George Russell        | Mercedes                     | 53   | +17"362      | 5       | 10    |
| 6   | 12 | Andrea Kimi Antonelli | Mercedes                     | 53   | +18"671      | 6       | 8     |
| 7   | 44 | Lewis Hamilton        | Ferrari                      | 53   | +29"182      | 8       | 6     |
| 8   | 6  | Isack Hadjar          | Racing Bulls-Honda RBPT      | 53   | +37"134      | 7       | 4     |
| 9   | 23 | Alexander Albon       | Williams-Mercedes            | 53   | +40"367      | 9       | 2     |
| 10  | 87 | Oliver Bearman        | Haas-Ferrari                 | 53   | +54"529      | 10      | 1     |
| 11  | 14 | Fernando Alonso       | Aston Martin Aramco-Mercedes | 53   | +57"333      | 12      |       |
| 12  | 22 | Yūki Tsunoda          | Red Bull Racing-Honda RBPT   | 53   | +58"401      | 14      |       |
| 13  | 10 | Pierre Gasly          | Alpine-Renault               | 53   | +1'02"122    | 11      |       |
| 14  | 55 | Carlos Sainz Jr.      | Williams-Mercedes            | 53   | +1'14"129    | 15      |       |
| 15  | 7  | Jack Doohan           | Alpine-Renault               | 53   | +1'21"314    | 19      |       |
| 16  | 27 | Nico Hülkenberg       | Kick Sauber-Ferrari          | 53   | +1'21"957    | 16      |       |
| 17  | 30 | Liam Lawson           | Racing Bulls-Honda RBPT      | 53   | +1'22"734    | 13      |       |
| 18  | 31 | Esteban Ocon          | Haas-Ferrari                 | 53   | +1'23"438    | 18      |       |
| 19  | 5  | Gabriel Bortoleto     | Kick Sauber-Ferrari          | 53   | +1'23"897    | 17      |       |
| 20  | 18 | Lance Stroll          | Aston Martin Aramco-Mercedes | 52   | +1 giro      | 20      |       |

## Classifiche mondiali

### Piloti
| Pos | Pilota                | Punti |
| --- | --------------------- | ----- |
| 1   | Lando Norris          | 62    |
| 2   | Max Verstappen        | 61    |
| 3   | Oscar Piastri         | 49    |
| 4   | George Russell        | 45    |
| 5   | Andrea Kimi Antonelli | 30    |
| 6   | Charles Leclerc       | 20    |
| 7   | Alexander Albon       | 18    |
| 8   | Lewis Hamilton        | 15    |
| 9   | Esteban Ocon          | 10    |
| 10  | Lance Stroll          | 10    |
| 11  | Nico Hülkenberg       | 6     |
| 12  | Oliver Bearman        | 5     |
| 13  | Isack Hadjar          | 4     |
| 14  | Yūki Tsunoda          | 3     |
| 15  | Carlos Sainz Jr.      | 1     |

### Costruttori
| Pos | Costruttore                  | Punti |
| --- | ---------------------------- | ----- |
| 1   | McLaren-Mercedes             | 111   |
| 2   | Mercedes                     | 75    |
| 3   | Red Bull Racing-Honda RBPT   | 61    |
| 4   | Ferrari                      | 35    |
| 5   | Williams-Mercedes            | 19    |
| 6   | Haas-Ferrari                 | 15    |
| 7   | Aston Martin Aramco-Mercedes | 10    |
| 8   | Racing Bulls-Honda RBPT      | 7     |
| 9   | Kick Sauber-Ferrari          | 6     |

## Decisioni della FIA
Al termine della gara, Carlos Sainz Jr. viene convocato dai commissari sportivi per essersi presentato in ritardo durante l'esecuzione dell'inno nazionale, prima dell'inizio della gara. Lo spagnolo della Williams viene sanzionato di 20 000 euro da parte della Federazione, di cui 10 000 sospesi per la durata di dodici mesi a condizione che non si verifichino sanzioni della stessa natura.